# زبان پهلوی، ادبیات و دستور آن
زبان پهلوی، ادبیات و دستورِ آن کتابی است اثر ژاله آموزگار و احمد تفضلی که برای نخستین بار در سال ۱۳۷۳ توسط انتشارات آگاه در تهران در ۱۵۳ صفحه چاپ شد. بخش عمدهٔ نوشته‌های این زبان کتاب‌هایی است که به زبان پهلوی باقی مانده است اما این بخش عمده، چنان‌که نویسندگان یادآوری کرده‌اند، قسمت اعظم آن، پس از اسلام و تا حدود قرن چهارم هجری قمری نوشته شده است و مطالب نوشته‌ها روایات و سنت‌های دینی و ادبی و کتبی و شفاهی زرتشتیان دورهٔ ساسانی است. کتاب با وجود حجم کمی که دارد جامع تمام نیازمندی‌های کسانی است که می‌خواهند زبان پهلوی را فراگیرند و از تاریخ ادبیات آن زبان و نیز دستور آن، در عین حال، آگاهی یابند.